# 王逌
王 逌（おう ゆう、生没年不詳）は、西晋の人物。京兆郡の出身。

## 生涯
京兆の出身であったが、兵難を避けて荊州へ移った。
永嘉2年（308年）、叟族の郝洛と結託すると、数千の兵をかき集めて武装蜂起し、冠軍に駐屯して城郭を荒らし回った。
襄陽を鎮守していた高密王司馬略は王逌挙兵を聞くと、参軍崔曠に将軍皮初・張洛らを率いさせて討伐を命じた。王逌はこれを迎え撃つと、策謀を用いて討伐軍を返り討ちにした。司馬略は改めて左司馬曹攄に崔曠らを統率させて王逌を攻撃させると、後軍の崔曠が撤兵したこともあり、王逌は曹攄を破ってその首級を挙げた。司馬略は三度崔曠に将軍韓松を率いさせて討伐に赴かせると、王逌は遂に降伏を決断した。その後の生死は不明である。